# Тристаннид пентагадолиния
Тристанни́д пентагадоли́ния — бинарное интерметаллическое неорганическое соединение
гадолиния и олова
с формулой Gd5Sn3,
кристаллы.

## Получение
- Сплавление стехиометрических количеств чистых веществ:

{\displaystyle {\mathsf {5Gd+3Sn\ {\xrightarrow {1243^{o}C}}\ Gd_{5}Sn_{3}}}}

## Физические свойства
Тристаннид пентагадолиния образует кристаллы гексагональной сингонии, пространственная группа P 63/mcm, параметры ячейки a = 0,9032 нм, c = 0,6595 нм, Z = 2,
структура типа трисилицида пентамарганца Mn5Si3
.
Соединение конгруэнтно плавится при температуре 1243 °C
.